# M. Karunanidhi
Muthuvel Karunanidhi (tamil. மு. கருணாநிதி; ur. 3 czerwca 1924 w Thirukkuvalai, zm. 7 sierpnia 2018 w Ćennaj) – indyjski polityk, scenarzysta, producent filmowy, pisarz, dziennikarz, wydawca, poeta i dramaturg. Pięciokrotny premier rządu stanowego Tamilnadu (1969–1971, 1971–1976, 1989–1991, 1996–2001 oraz od 2006 do 2011).

## Działalność polityczna
W działalność polityczną zaangażował się już we wczesnej młodości, w jednym z tamilskich ruchów studenckich. Był jednym z członków założycieli Drawidyjskiej Federacji Postępu (1949). Po raz pierwszy dostał się do Zgromadzenia Ustawodawczego stanu Madras w 1957 jako kandydat niezależny. W 1961 został wybrany skarbnikiem DMK. W 1962 uzyskał mandat jako reprezentant tej partii i został zastępcą lidera opozycji w izbie. Wygrane przez DMK wybory stanowe w roku 1967 pozwoliły mu na wejście w skład rządu utworzonego przez C.N. Annaduraia. Piastował w nim stanowisko ministra robót publicznych. Po śmierci premiera (3 lutego 1969) 10 lutego tego roku stanął na czele gabinetu. Również w 1969 został liderem DMK.

## Działalność wydawnicza
Wydawał kilka tytułów prasowych: dzienniki Maravan Madal i Mutharam, a także magazyn Murasoli. Był inicjatorem powstania rządowego dziennika Tamilnadu Tamil Arasu. Założył również anglojęzyczny tygodnik The Rising Sun.

## Życie prywatne
Trzykrotnie żonaty, doczekał się szóstki dzieci (czterech synów i dwóch córek). M.K. Muthu jest aktorem i piosenkarzem. M.K. Stalin jest politykiem, deputowanym do Zgromadzenia Ustawodawczego Tamilnadu i wicepremierem w rządzie ojca (do 2011). M.K. Azhagiri jest deputowanym do Lok Sabhy. M.K. Kanimozhi wchodzi w skład Rajya Sabhy.

## Twórczość

### Filmografia

#### Jako scenarzysta[12]
- Valiba virundhu (1967)[13]
- Rajakumari
- Abimanyu
- Mandiri Kumari (1950)[14]
- Marutha Naattu Ilavarasi
- Manamagan
- Devaki
- Parasakthi (1952)
- Panam
- Thirumbipaar
- Naam
- Manohara
- Ammaiappan
- Malai Kallan
- Rangoon Radha
- Raja Rani
- Puthaiyal
- Pudhumai Pithan
- Ellorum Innattu Mannar
- Kuravanchi
- Thayillapillai
- Kanchi Thalaivan
- Poompuhar
- Poomalai
- Mani Makudam
- Marakka Mudiyuma?
- Avan Pithana?
- Pookkari
- Needhikku Thandanai
- Paalaivana Rojakkal
- Pasa Paravaikal
- Padadha Theneekkal
- Niyaya Tharasu
- Pasakiligal
- Paasaparavaigal
- Kannamma

#### Jako aktor[15]
- Soaappu Seeppu Kannadi (1968)

#### Jako reżyser
- Pasakiligal (2006)

#### Jako producent
- Rangoon Radha
- Kaanji Thalaivan (1963)

### Książki[16]
- Romapuri Pandian
- Thenpandi Singam
- Vellikizhamai
- Nenjukku Needhi
- Iniyavai Irubathu
- Sanga Thamizh
- Kuraloviam
- Ponnar Sankar
- Thirukkural Urai
- Pongi Varum Puthu Vellam[17]

### Sztuki teatralne[18]
- Manimagudam
- Ore Ratham
- Palaniappan
- Thooku Medai
- Kagithapoo
- Naane Arivali
- Vellikizhamai
- Udhayasooriyan
- Silappathikaram

## Nagrody i wyróżnienia
- Doktor honoris causa Annamalai University (1971)[19]
- Tamil Nadu State Film Award za najlepsze dialogi za Uliyin Osai[20]